# European Jazz
European Jazz is een muziekstijl in de jazz waarin het primair gebruik van elementen uit de volks- en andere traditionele Europese muziek doorklinkt.
Django Reinhardt is een van de weinige oorspronkelijke musici in deze categorie en telt vele bewonderaars en volgelingen waaronder Toots Thielemans die door het logisch gebruik van de oorspronkelijke Europese driekwartsmaat de mogelijkheid heeft gecreëerd voor de ontwikkeling van een authentieke vorm van Europese Jazz. Nederlandse musici als Joe Vanenkhuizen en Pierre Courbois hebben dit toegepast door hun muziek consequent in oneven Europese maatsoorten te componeren.